# Antapistis baccata
Antapistis baccata är en fjärilsart som beskrevs av William Schaus 1914. Antapistis baccata ingår i släktet Antapistis och familjen nattflyn. Inga underarter finns listade i Catalogue of Life.